# Сувре, Жиль де Куртанво
Жиль де Сувре (фр. Gilles de Souvré; около 1540 — 1626), маркиз де Куртанво — французский военный и государственный деятель, маршал Франции.

## Биография
Сын Жана I, сеньора де Сувре и Куртанво, и Франсуазы Мартель, дамы де Ла-Рош-дю-Мен.
Потомок старинного дома, происходившего из Перша. По-видимому, его имя происходит от названия земли Сувре, расположенной в пятнадцати километрах к северо-западу от Ле-Мана.
Сопровождал Генриха Анжуйского в Польшу, обеспечивал его бегство во Францию, после чего был назначен великим магистром гардероба и капитаном Венсенского замка.
Через некоторое время в замке был заключен герцог Монморанси. Королева-мать и Генрих III желали его погубить, но Сувре отказался участвовать в этом заговоре и сохранил жизнь заключенному (1574).
31 декабря 1585 пожалован в рыцари орденов короля. После смерти сьера дез Арпанти был 8 августа 1587 назначен генеральным наместником Турени, а в отсутствие Антуана-Сипьона де Жуайёза стал великим приором Тулузы и губернатором этой провинции.

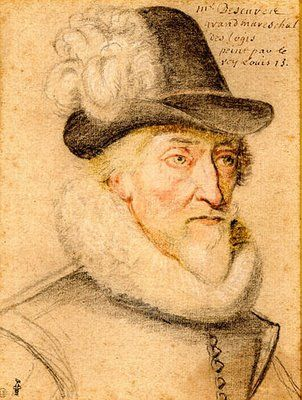
Жиль де Куртанво де Сувре

20 октября отличился в битве при Кутра, где командовал четырьмя сотнями копий и четырьмя сотнями конных аркебузир.
Во время волнений Католической лиги сохранил законную власть в Туре, где в январе 1589 принимал короля. Жалованной грамотой, данной в Туре 2 июня 1589 назначен почетным советником парламента и зарегистрирован 11 августа. До конца сохранял верность Генриху III, при этом не принадлежа к числу миньонов, король, в свою очередь, доверял ему и не раз говорил, что хотел бы быть Сувре, если бы не мог быть ни королем, ни принцем. При этом он не мог извинить ошибок, допущенных монархом, и приведших к ослаблению центральной власти и узурпации ее прерогатив различными группами знати. Крийон, заметивший у Сувре перемену отношения к королю, упрекнул его в связи с этим. «Увы, — ответил Сувре, — король с некоторого времени так несчастен и все его бросают».
Одним из первых признал Генриха IV и служил ему с неколебимой верностью. Герцог Майенский предложил ему 1000000 экю за переход на сторону Лиги, но Сувре ответил, что это было бы слишком дорого для предателя. Тогда его попытались убедить в том, что Генрих испытывает в его отношении подозрения и намеревается лишить губернаторства в Турени. «Если даже король будет несправедлив ко мне, он не перестанет быть моим королем и я не прекращу ему служить», — ответил Сувре.
20 ноября 1592 был назначен губернатором Турени вместо умершего великого приора, и сложил обязанности генерального наместника.

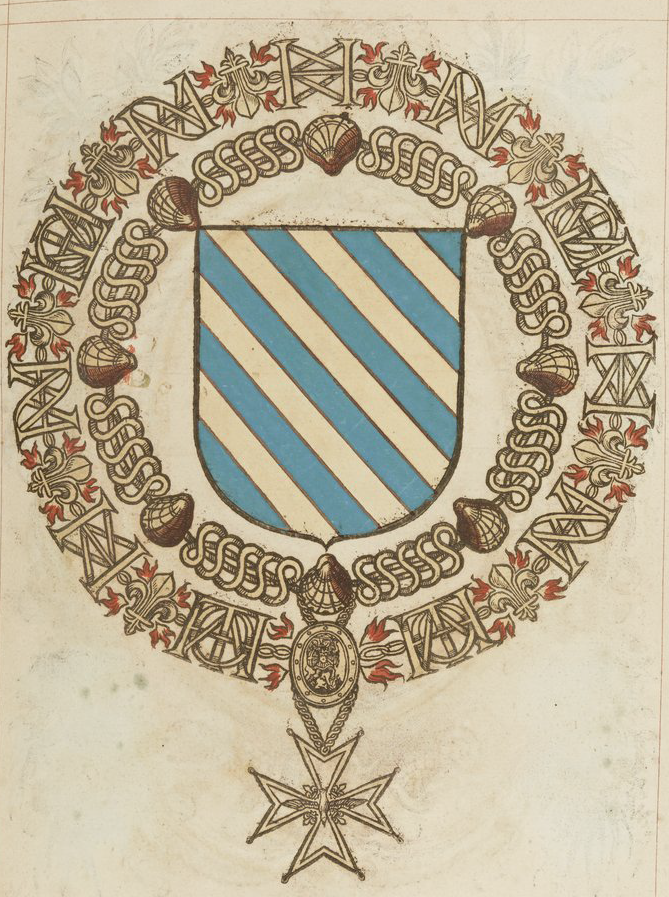
Герб Жиля де Сувре

24 декабря 1602 в Париже король назначил Сувре капитан-лейтенантом жандармов дофина, а позднее поручил ему воспитание будущего Людовика XIII, за что маркиз принялся со всем рвением. А 1605—1613 годах он был первым дворянином Палаты принца, в мае 1610 отказался от губернаторства в Турени в пользу своего сына.
Назначен маршалом Франции 15 декабря 1615, после смерти маршала Лавардена, в марте 1615 отказался от командования ротой жандармов гвардии. 9 сентября 1616 назначен командующим войсками в Турени. Он собирался осадить Шинон, но командовавший там Рошфор передал город и крепость месье принцу. Это была его последняя кампания.
Умер в возрасте 84 лет и был погребен в капелле замка Куртанво.

## Семья
Жена (контракт 9.05.1582): Франсуаза де Байёль (ум. 1617), дама де Ренуар и де Мессе, дочь и наследница Жана де Байёля, сеньора де Ренуар, рыцаря ордена короля, и Жанны д'Аше
Дети:
- Жан (ум 9.11.1656), маркиз де Куртанво. Жена: Катрин де Нёвиль, дама де Паси, дочь Шарля де Нёвиля, маркиза де Вильруа и д'Аленкур и Маргерит де Мандело, дамы де Паси
- Рене (ум. 22.07.1635), сеньор де Ренуар, барон де Мессе. Жена (27.09.1617): Мари Куртен, дочь Франсуа Куртена, сеньора де Розе, и Жанны де Лекалопье
- Жиль (ум. 19.09.1631), епископ Комменжа, затем Осера
- Жак (ум. 22.05.1670), мальтийский рыцарь, великий приор Франции
- Франсуаза (ок. 1583—27/28.06.1657), воспитательница Людовика XIII. Муж (3.06.1601): Артюс де Сен-Желе, называемый де Лезиньян, сеньор де Лансак, сын Ги де Сен-Желе де Лансака
- Мадлен, придворная девушка Марии Медичи (1610). Муж: Филипп-Эммануэль де Лаваль, маркиз де Сабле, сын Юрбена де Лаваля, маршала Франции
- Анна (ум. 14.03.1651), аббатиса Про, затем Сент-Аман-де Руана